# Compsilura samoaensis
Compsilura samoaensis là một loài ruồi trong họ Tachinidae.